# Antonio Broussard
Antonio Broussard (Mongiana, 1920 – Tirana, 21 novembre 1940) è stato un militare italiano, decorato di medaglia d'oro al valor militare alla memoria nel corso della seconda guerra mondiale.

## Biografia
Nasce a Mongiana, provincia di Catanzaro, nel 1920, figlio di Alfonso e Alda Fazzarri. Chiamato a prestare servizio militare nel Regio Esercito il 16 marzo 1940, dopo un periodo di addestramento presso il Deposito del 49º Reggimento fanteria "Parma" cui era stato destinato a prestare servizio, nel settembre successivo raggiunse il reggimento mobilitato allora di stanza in Albania. Divenuto soldato scelto venne assegnato al plotone collegamenti della compagnia comando del I Battaglione in qualità di porta ordini. Rimasto gravemente ferito da una raffica di mitragliatrice il 18 novembre 1940, nel coraggioso tentativo di proteggere il proprio ufficiale ferito, decedette presso l'ospedale di Tirana tre giorni dopo. Una via di Catanzaro e una scuola primaria di Mongiana portano il suo nome. 